# Paranarthrurella dissimilis
Paranarthrurella dissimilis is een naaldkreeftjessoort . De wetenschappelijke naam van de soort is voor het eerst geldig gepubliceerd in 1972 door Lang.